# 실비아 제프리즈
실비아 제프리스(Sylvia Jefferies, 1969년 8월 14일 ~ )는 미국의 배우이다.

## 출연 작품
- 루퍼 (2012년) - 이웃 소녀 역
- 96 미니츠 (2011년)
- 피라냐 3DD (2011년) - 젊은 엄마 역
- 김미 셀터 (2010년)
- H2: 어느 살인마의 가족 이야기 (2009년)
- 워커 페인 (2006년)
- 데자뷰 (2006년)
- 엔드 오브 스피어 (2005년)
- 서피스 (2005년)
- 노트북 (2004년) - 로즈메리 역
- 레오 (2002년)

### 텔레비전
- 내쉬빌 시즌1
- 이스트바운드 앤 다운 1 (2009년)